# Landeskirchliches Archiv der Evangelischen Kirche von Westfalen

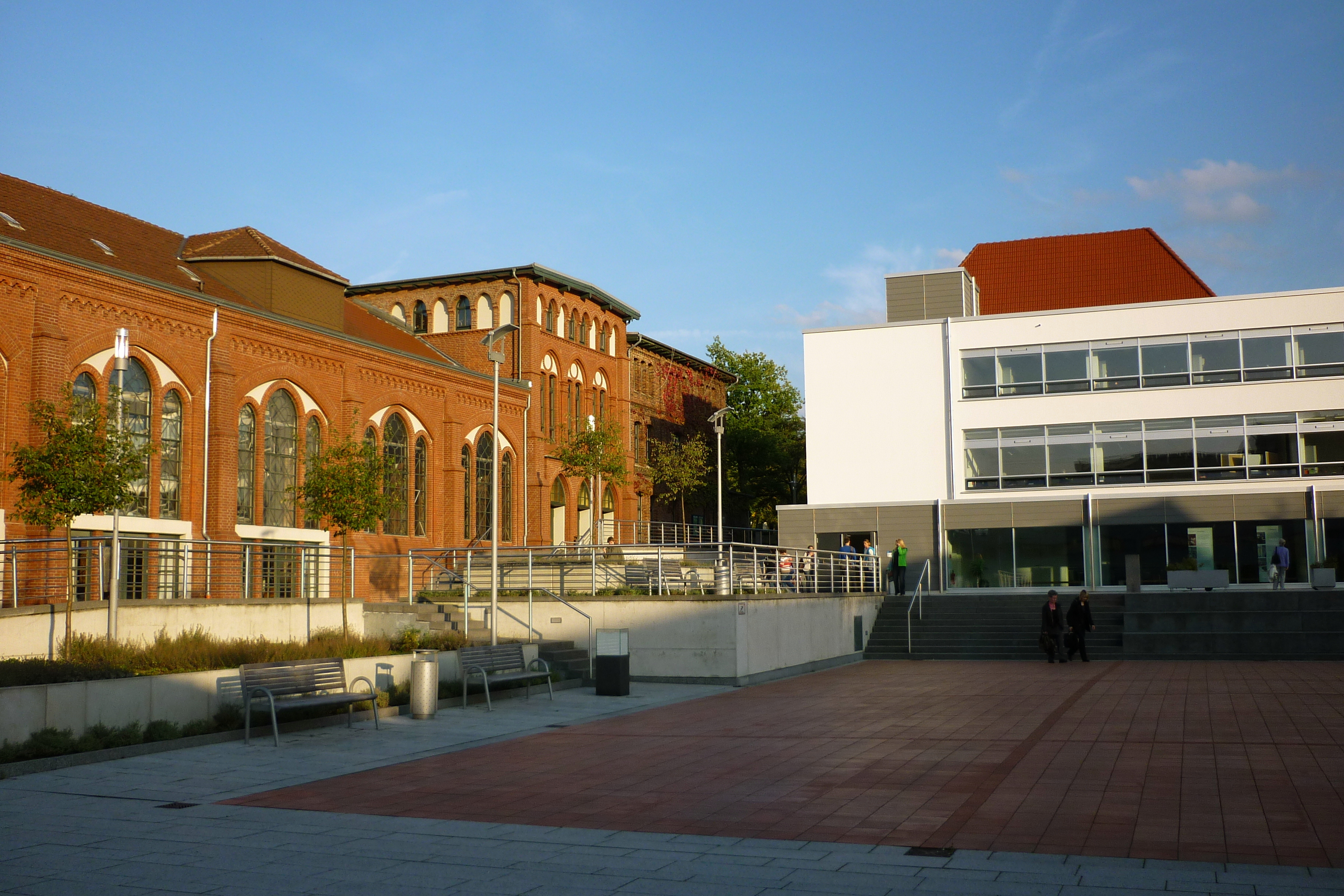
Bethelplatz mit Tagungszentrum „Assapheum“ und Landeskirchenarchiv.

Das Landeskirchliche Archiv der Evangelischen Kirche von Westfalen ist ein Archiv der Evangelischen Kirche von Westfalen (EKvW) am Bethelplatz 2 in Bielefeld.

## Bestände
Das Archiv ist zum einen das Endarchiv für die hauseigene Aktenüberlieferung sowie für die der anderen kirchenleitenden Organe, aber auch für die Ämter, Einrichtungen und Werke der EKvW. Zum anderen ist das Landeskirchliche Archiv betraut mit der kirchlichen Archivpflege für die gesamte westfälische Kirche, d. h. prinzipiell in den 28 Kirchenkreisen und den 522 Kirchengemeinden (Stand: 1. Februar 2018). Schließlich kommt dem Landeskirchlichen Archiv, das auch die Geschäftsstelle der Kommission für kirchliche Zeitgeschichte sowie seit 1997 Sitz der Geschäftsstelle des Vereins für Westfälische Kirchengeschichte e. V. ist, die Rolle einer „Agentur“ der westfälischen Kirchengeschichtsforschung zu. Das Archiv ist als Referat 63 in das Landeskirchenamt der Landeskirche eingebunden.
Das Landeskirchliche Archiv Bielefeld verfügt derzeit über mehr als 270 Bestände mit einem Umfang von 6000 laufenden Metern, darunter 426 Urkunden aus der Zeit seit 1235. Es handelt sich bei den Beständen aber vorwiegend um Unterlagen aus der provinzialkirchlichen und landeskirchlichen Verwaltung seit 1815. Daneben gibt es rund vierzig Nachlässe von kirchlich bedeutenden Persönlichkeiten, u. a. Hans Ehrenberg (1883–1958), Präses Karl Koch (1876–1951), Johannes Kuhlo (1856–1941) und Präses Ernst Wilm (1901–1989). Überregionale Bedeutung haben daneben die Sammlung Wilhelm Niemöller (1898–1983) zum Kirchenkampf und die Sammlung Kurt Gerstein (1905–1945). Für die Familienforscher werden Digitalisate der Kirchenbücher sämtlicher Kirchengemeinden von Westfalen bereitgehalten. Mit diesen beteiligt sich das Landeskirchliche Archiv Bielefeld auch als Gründungsgesellschafterin am deutschen Kirchenbuchportal Archion.

## Publikationen
Neben der Roten Reihe, die als „Beiträge zur Westfälischen Kirchengeschichte“ Beihefte zum Jahrbuch für Westfälische Kirchengeschichte darstellen und seit 1974 im Auftrag des Landeskirchenamtes und des Vereins für Westfälische Kirchengeschichte herausgegeben werden, veröffentlicht das Landeskirchliche Archiv Bielefeld seit 1991 noch die jährlichen „Archivmitteilungen aus der Westfälischen Kirche“ (Gelbe Reihe) sowie seit 1995 die unregelmäßig erscheinende Graue Reihe der „Schriften des Landeskirchlichen Archivs“.

## Archivgeschichte
Die traditionelle Beziehung zum 1897 gegründeten Verein für Westfälische Kirchengeschichte, dessen Vorsitzender der jeweilige Archivleiter in Personalunion ist, ist ein maßgeblicher Aspekt für die Entstehung des landeskirchlichen Archivwesens in Westfalen.
Am 1. Januar 1963 war Dienstbeginn des ersten Landeskirchlichen Archivars der Evangelischen Kirche von Westfalen. Von der 4. Westfälischen Landessynode im Oktober 1961 beschlossen, konnte der Historiker Dr. Hans Steinberg (1920–1997) zum Jahresbeginn 1963 die erste planmäßige Archivratsstelle beim Bielefelder Landeskirchenamt antreten. Mit diesem Zeitpunkt begann auch die Geschichte des Landeskirchlichen Archivs. Bis dato war Westfalen eine der wenigen Landeskirchen gewesen, die noch keinen hauptamtlichen Archivar bestellt hatte und deren Archivgut nur unsystematisch und dezentral gepflegt wurde.
Dabei reicht die Archivtradition weit in das 19. Jahrhundert zurück. Erstmals 1850 erging ein präsidialer Auftrag zur Archivierung von Altakten, die gleichermaßen zur juristischen Nachprüfbarkeit und theologischen Rückversicherung dienen konnten, wie sie auch für die historische Benutzung zur Verfügung stehen mussten. 1893 dann beschloss die XX. Provinzialsynode sogar die Errichtung eines Provinzialkirchenarchivs, das nach anfänglichem Elan jedoch weder fest etatisiert noch fachgerecht betreut wurde. So blieb es das Rudiment einer gemeindegeschichtlich ausgerichteten Bibliothek und einer sporadisch, aber ehrenamtlich ausgeübten provinzialkirchlichen Archivpflege in und für einzelne Gemeinden. Im Zuge der Begründung einer provinzialen Archivberatungsstelle in Münster 1927 erhielt aber auch und insbesondere der Gedanke an ein Provinzialkirchenarchiv neuen Auftrieb, zumal eine Büroreform in den dreißiger Jahren auch sachlich eine neue Form der Aktenablage gebot. Aus Kostengründen jedoch und weil man mit dem Archivar Dr. phil. Ludwig Koechling (1900–1968) einen ebenso fleißigen wie genügsamen „Archivordner“ gefunden hatte, begnügte man sich weiterhin mit einem archivischen Provisorium.
Daneben hatte es einen weiteren, diesmal aber gleichsam von außen kommenden Versuch der Revitalisierung des Archivwesens gegeben. 1929 bot der aus dem Baltikum vertriebene ehemalige russische Hofrat Dr. Georg von Rieder der Provinzialsynode seine allerdings zweifelhaften Dienste zur Ordnung der Kirchenarchive an – und er bezog hier ausdrücklich sämtliche Gemeindearchive Westfalens mit ein. Um 1930 herum konnte Rieder ohne konsistorialen Auftrag die Ordnung zahlreicher Gemeinde- und Synodalarchive vornehmen, orientierte sich bei seiner Arbeit aber wenig an bestehenden archivischen Auffassungen, sondern allein an den Errungenschaften moderner Büroorganisation, was unter anderem durch unumwundenes Lochen und Abheften zu irreparablen Schäden am Archivgut und zu erheblichen Verlusten führte.
Der Historiker und Archivar Dr. Koechling hingegen war seit 1929 freiberuflich als Archivordner in der Kirchenprovinz Westfalen tätig. Er hatte 1927/28 den Kursus zur Einführung in den höheren Archivdienst in Berlin-Dahlem erfolgreich absolviert, war aber aufgrund einer Sehschwäche nicht in den staatlichen Archivdienst übernommen worden. So verdingte er sich in den folgenden Jahren und Jahrzehnten mit der Erschließung von Kirchengemeinde- und Kirchenkreisarchiven. Frühzeitig sollte er aber auch die Archive der Provinzialkirche ordnen, so 1930/31 das der Westfälischen Provinzialsynode und 1931/32 das des Evangelischen Konsistoriums. Hierbei profitierte er auch von einer seit 1933 verbesserten Zusammenarbeit mit der Münsterischen Archivberatungsstelle. Deren bisheriger Leiter Heinrich Glasmeier (1892–1945), dessen Vorstellungen von Heimatschutz und Kulturpflege frühzeitig von rassistischen und antisemitischen sowie antirepublikanischen Positionen begleitet gewesen waren, war bereits im Sommer 1932 hauptamtlicher Geschäftsführer des NSDAP-Gaues Westfalen-Nord und dann 1933 erster nationalsozialistischer Intendant des Westdeutschen Rundfunks in Köln geworden, woraufhin die Leitung der Archivberatungsstelle in die Hände des Staatsarchivdirektors Eugen Meyer (1893–1972) überging. Koechling, der von diesen Stellen kofinanziert wurde, wurde „von verschiedenen Seiten“ nachdrücklich für weitere Aufgaben empfohlen. Dennoch war die Zukunft der kirchlichen Archivpflege umstritten: Auf der einen Seite sprach sich Wilhelm Rahe (1896–1976), der Vorsitzende des Vereins für Westfälische Kirchengeschichte, notwendig für die Errichtung eines „landeskirchlichen Archivs“ aus, auf der anderen Seite plädierten Pfarrer wie auch Archivare für eine Dezentralisierung.
Im Anschluss an die letzte kirchenarchivalische Fortbildung Ende November 1936 in Soest, die auch von Koechling mitgestaltet worden war, stattete ihn das Konsistorium dann im Mai 1937 – rückwirkend vom 1. Dezember 1936 an – mit einem unbefristeten Werkvertrag als Hilfsarbeiter aus, „um eine systematische Bearbeitung der Archivangelegenheiten in unserer Kirchenprovinz sicherzustellen“. Im Evangelischen Konsistorium selbst wollte Koechling es bei einer Sichtung der dortigen rund 10.000 Akten belassen und nicht mit den Einzelheiten der Ordnung des Konsistorialarchivs, das „doch mehr eine reponierte Registratur als ein Archiv im eigentliche[n] Sinne darstellt[e]“, beauftragt werden. Für diese Tätigkeiten empfahl er den Konsistorialinspektor Wesemann, mit dem er zusammenarbeitete und der vor allem Jahre zuvor die Registratur des Konsistoriums in einer fachlich vorbildlichen Art und Weise eingerichtet hatte. Koechling selbst sah seine Stärken, „entsprechend meiner Veranlagung, meinem Werdegang und meiner Ausbildung“, eher in der Erschließung älterer Akten und Urkunden.
Neben seinen personellen Vorschlägen unterbreitete Koechling mit Nachdruck auch Empfehlungen zur Verwahrung der Archivalien und Akten. Die räumlichen Verhältnisse in den Bodenkammern und dem Keller des Konsistoriums schilderte er dabei als unzuträglich und beengt, zudem im Widerspruch zum Luftschutz stehend. Da die Kellerräume eine wenngleich geringe, so doch latente Feuchtigkeit aufwiesen, standen seines Erachtens nur zwei Auswege zur Verfügung: entweder die Abgabe umfangreicher Bestände an das Staatsarchiv oder aber die Beschaffung oder Benutzung geeigneter und ausreichender Räumlichkeiten außerhalb des Konsistorialgebäudes. Die erste Lösung einer Abgabe kirchlicher Archivalien an das Staatsarchiv war für Koechling allerdings ein reines Notfallszenario, da – wenngleich es sich um ehemalige Regierungsakten handelte – weder die kirchliche Verwaltung noch die kirchenhistorische Forschung auf diese Unterlagen verzichten könnte. Zudem hätte eine Auslieferung der Archivalien an das Staatsarchiv auch den jüngsten Empfehlungen des Beauftragten für das kirchliche Archiv- und Kirchenbuchwesen widersprochen, der am 1. November 1937 gerade die verstärkte Einrichtung von Provinzialkirchenarchiven angeregt hatte. Wenngleich sich aus dem Vertragsverhältnis mit dem Konsistorium de jure kein Anspruch auf Festeinstellung im Angestellten- oder Beamtenverhältnis ableiten ließ, so bekleidete Koechling faktisch auch die Stelle eines Provinzialkirchenarchivars. Seine Aufgaben im Dienste der Archivpflege der Kirchenprovinz bezogen sich a) auf allgemeine Angelegenheiten der Archivpflege, b) auf das systematische Aufnehmen, Ordnen und Überwachen sämtlicher kirchlichen Archive in der Kirchenprovinz und c) auf das Kirchenbuchwesen des Münsteraner Konsistoriums.
Das änderte sich dann nach dem Zweiten Weltkrieg mit der Konstituierung der EKvW. Zwar war durch unsachgemäße Kassationen in den 1930er Jahren, durch Zerstörungen im Zweiten Weltkrieg, insbesondere des Dienstgebäudes des Konsistoriums in Münster im Oktober 1943, sowie durch Diebstähle (aus Feuerungsgründen!) in der Nachkriegszeit ein Großteil der provinzialkirchlichen Aktenüberlieferung vernichtet worden, doch sollte die Ausweitung der landeskirchlichen Tätigkeitsfelder das Manko des fehlenden Archivs und Archivars (der nach fachkundiger Meinung längst „voll ausgelastet“ gewesen wäre) spürbar vor Augen führen.
Mit der Errichtung einer landeskirchlichen Archivarstelle 1963 hatte man sodann zwar einen Archivar, doch der Aufbau eines funktionsfähigen Archivs musste durch ihn erst bewerkstelligt werden.
Von seinen provisorischen Anfängen an entwickelte sich das Landeskirchliche Archiv entsprechend den gewachsenen Anforderungen und Aufgaben kontinuierlich räumlich und personell weiter: So konnte seit 1985 unter dem zweiten Archivleiter Bernd Hey nicht nur die Zahl der festen Angestellten und Beamten von vier auf zwölf erhöht werden, es wuchs auch die Regalfläche in den Magazinen von drei auf zehn Kilometer. Dabei geschah der Umzug vom Altstädter Kirchplatz, dem Dienstgebäude des Landeskirchenamtes, in den Kiskerschen – durch eine der typischen Bielefelder Hausbrücken verbundenen – Gebäudekomplex an der Ritterstraße/Mauerstraße in mehreren Etappen: 1989 konnten die ersten beiden Magazine an der Mauerstraße bezogen werden, 1999 geschah dann der endgültige Umzug auch der restlichen Personalräume und der Archivleitung in die Ritterstraße 19.
Seit der Pensionierung von Bernd Hey 2007 leitete Jens Murken als sein Nachfolger das Archiv, bis 2018 Wolfgang Günther diese Aufgabe übernahm. Seit 2022 wird das Landeskirchliche Archiv von Ingrun Osterfinke geleitet.
Im Jahr 2010 bezog das Landeskirchliche Archiv einen neu geschaffenen Archivzweckbau am Bethelplatz in Bielefeld (Bethel). Gemeinsam mit den Archiven der von Bodelschwinghsche Stiftungen Bethel entstand dort ein kirchlich-diakonisches Archivzentrum.